# The Kid (film, 2010)
The Kid är en biografisk film från 2010 om Kevin Lewis liv. Filmen är baserad på hans bok med samma namn. Den handlar om en pojke som växer upp med missbrukande föräldrar som misshandlar honom både fysiskt och psykiskt. Filmen regisserades av Nick Moran. Rupert Friend spelar rollen som den vuxne Kevin Lewis och Augustus Prew spelar rollen som den unge Kevin Lewis.

## Rollista
| Rupert Friend     | – Kevin Lewis     |
| Natascha McElhone | – Gloria          |
| Augustus Prew     | – Kevin i tonåren |
| Ioan Gruffudd     | – Colin Smith     |
| Con O'Neill       | – Dennis          |
| Bernard Hill      | – Uncle David     |
| Jodie Whittaker   | – Jackie          |
| David O'Hara      | – Terry           |
| James Fox         | – Alan            |
| Kate Ashfield     | – Madeline        |
| Ralph Brown       | – Gordon Peters   |